# Phaseolus nelsonii
Phaseolus nelsonii là một loài thực vật có hoa trong họ Đậu. Loài này được Marechal & al. miêu tả khoa học đầu tiên.